# Pogrom de Varsovie

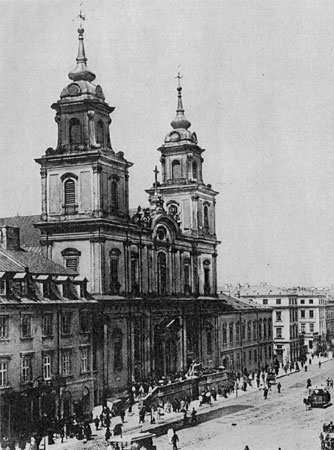
Kościół św. Krzyża (Église de la Sainte-Croix de Varsovie), dans laquelle les événements à l'origine du pogrom se sont déclenchés

Le pogrom de Varsovie est un pogrom qui s'est déroulé du 25 au 27 décembre 1881 dans la ville de Varsovie, alors dépendante du « Pays de la Vistule » rattaché à l'Empire russe.

## Les événements
Un historien contemporain d'origine juive et russe, Simon Dubnow, donne les détails de cet événement : le jour de Noël 1881, un mouvement de panique a été provoqué après une fausse alerte d'incendie dans l'église de la Sainte-Croix qui était alors bondée et qui provoqua la mort de vingt-neuf personnes dans la bousculade qui s'ensuivit. On crut que la fausse alerte avait été lancée par des pickpockets qui avaient prévu cette ruse pour pouvoir voler les gens pendant le moment de panique. Un groupe de passants s'assembla sur les lieux de l'événement et certaines personnes inconnues commencèrent à répandre la rumeur, qui devait plus tard se révéler infondée, que deux pickpockets juifs avaient été interceptés dans l'église.
La foule commença à attaquer des Juifs, des magasins juifs, des boutiques et des maisons particulières dans les rues voisines de l'église de la Sainte-Croix.
Les émeutes à Varsovie durèrent trois jours, jusqu'à ce que les autorités russes (qui contrôlaient la police et l'armée dans la ville) interviennent, et procèdent à l'arrestation de 2600 personnes.

## Les conséquences
Durant le pogrom de Varsovie, deux personnes perdirent la vie et vingt-quatre personnes furent blessées. Le pogrom entraîna aussi des pertes matérielles chez une dizaine de milliers de Juifs, parmi lesquels 948 familles perdirent tous leurs biens. Après la fin du pogrom, des actes antisémites continuèrent – on vit des slogans contre les Juifs écrits sur des murs, des fenêtres de synagogues brisées et les Juifs ne se sentirent plus tranquilles pour l'organisation de leurs fêtes. Aussi, dans les mois qui suivirent le pogrom, près d'un millier de Juifs varsoviens quittèrent-ils la ville pour émigrer aux États-Unis. Le pogrom causa une dégradation des relations entre Polonais et Juifs, et fut critiqué par des intellectuels polonais tel Bolesław Prus. Plusieurs écrivains, parmi lesquels Eliza Orzeszkowa et Maria Konopnicka en firent écho dans leurs écrits. La haute société polonaise en général fut choquée par les événements,. Les journaux de Varsovie s'insurgèrent contre ce mouvement d'antisémitisme et organisèrent une collecte au profit des victimes des événements de décembre. En quatre jours, une somme de 114 000 roubles fut récoltée.

## Les interprétations
Les historiens Simon Dubnow, Yitzhak Gruenbaum, Frank Golczewski et Magdalena Micinska, parmi d'autres, ont souligné que ce pogrom pourrait avoir été inspiré par les autorités russes. Leur but aurait été d'apporter la division entre Juifs et Polonais ou bien de montrer que les pogroms qui devenaient communs dans l'Empire russe après l'assassinat du tsar Alexandre II en 1881 (dans cette période, plus de 200 événements à l'encontre des Juifs ont eu lieu dans l'Empire russe, notamment le pogrom de Kiev et les pogroms d'Odessa), n'étaient pas qu'un phénomène russe,. Cependant l'historien Michael Ochs n'est pas d'accord avec cette explication et argue, en cela, de preuves insuffisantes. Ochs dit de ces explications qu'elles relèvent de la théorie du complot, car elles ne sont pas en mesure de montrer ce que les autorités russes auraient gagné dans ces pogroms. Il souligne que la période de 1863 à 1881 a vu une augmentation de l'antisémitisme en Pologne, alors que les Polonais croyaient de moins en moins à l'assimilation des Juifs parmi eux. Dès lors, il n'était pas si nécessaire aux autorités russes d'organiser un pogrom puisqu'il pouvait être spontané.

## Source
- (en) Cet article est partiellement ou en totalité issu de l’article de Wikipédia en anglais intitulé « Warsaw pogrom (1881) » (voir la liste des auteurs).